# ピアノ協奏曲第4番 (フンメル)
ピアノ協奏曲第4番 ホ長調 Op.110は、ヨハン・ネポムク・フンメルが作曲したピアノ協奏曲。作曲者本人により『告別』（Les adieux）という副題が与えられた。

## 概要
長くパリへの演奏旅行を希望していたフンメルは、1825年に念願かなってその機会を得た。しかしながら、新たな作品を携えていくことができなかった彼は1814年に作曲、初演していたピアノ協奏曲を披露することを思いつき、最後の公演となった5月23日までにこれを実行する。この時、曲に『告別』という副題を与えた。作品は、曲の蘇演を行ったパリ音楽院へと献呈されている。以上の経緯からも分かる通り、作品番号110でありながら2番、3番の協奏曲よりも以前に作曲された作品である。

## 演奏時間
約31分

## 楽器編成
ピアノ独奏、フルート1、オーボエ2、クラリネット2、ファゴット2、ホルン3、トランペット3、トロンボーン1、ティンパニ、弦五部

## 楽曲構成
伝統的な3楽章制である。
第1楽章 アレグロ・ポンポーソ・エ・スピリトーソ ホ長調 4/4拍子
ソナタ形式。堂々とした主題で開始される。ピアノパートはアルペジオ、スケール、重音などを駆使して華やかに書かれている。カデンツァはなく、最後はピアノが15小節の間トリルを継続した後オーケストラに引き継いで堂々と閉じられる。
第2楽章 アンダンテ・コン・モート ホ短調 3/8拍子
陰鬱な調子で開始される。ところどころにピアノの即興的なパッセージが挿入される。
第3楽章 ロンド、アレグロ・モデラート ホ長調 2/4拍子
符点のリズムによる陽気な主題で開始される。途中ト長調、変ホ長調を経由するなどして主調に戻り、そのまま終結する。